# Keizer Frederik II
Frederik II (Jesi, 26 december 1194 – Castel Fiorentino, Torremaggiore, 13 december 1250) was sinds 1198 koning van Sicilië, sinds 1215 Duits koning en van 1220 tot 1250 keizer van het Heilige Roomse Rijk. Frederik was de zoon van Hendrik VI van Hohenstaufen en Constance van Sicilië. Via zijn moeder was hij de kleinzoon van Rogier II van Sicilië. Via zijn vader was hij de kleinzoon van Frederik I van Hohenstaufen bijgenaamd Frederik Barbarossa.
Frederik maakte een Duitse wet, die voor het eerst ook in de volkstaal werd uitgegeven en de Wetten van Melfi voor het Koninkrijk Sicilië, waar hij een 'modelstaat' van wilde maken. Hij veroverde Jeruzalem op vreedzame wijze tijdens de Zesde Kruistocht en overwon zijn tegenstander, de Lombardische Liga. Hij streed een hevige machtsstrijd uit met de paus en werd uiteindelijk door hem afgezet, maar dat bracht zijn heerschappij niet wezenlijk in gevaar. Frederik was bijzonder getalenteerd en werd daarom Stupor Mundi (verbazing der wereld) genoemd. Hij sprak onder meer vloeiend Arabisch en was bevriend met Al-Kamil, de sultan van Egypte.

## Jeugd

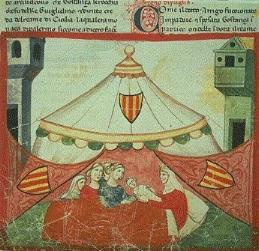
Frederiks geboorte in Jesi, illustratie in Giovanni Villani's Nuova Cronica, ca. 1348

Wapen van het Huis van Hohenstaufen

Wapen van de keizer van het Heilige Roomse Rijk

Frederik werd geboren op 26 december 1194, een dag na de kroning van zijn vader Hendrik VI tot koning van Sicilië. Zijn moeder, Constance van Sicilië, onderweg naar Sicilië, was opgehouden als gevolg van haar zwangerschap; zij schonk het leven aan haar zoon in het stadje Jesi in Marken.
Volgens propagandaverhalen baarde Constance haar kind in een praaltent op het marktplein van Jesi. Constance was al veertig jaar oud en realiseerde zich dat velen haar moederschap in twijfel zouden trekken, daarom zou zij enige matrones uit het stadje verzocht hebben om als getuige bij de geboorte aanwezig te zijn. Later zou ze teruggekeerd zijn naar het marktplein, alwaar zij haar kind publiekelijk de borst gaf.
Enige tijd later werd Frederik in Assisi gedoopt en kreeg hij de namen van zijn twee illustere grootvaders: Frederik Rogier.
Zijn vader Hendrik VI was reeds Rooms keizer toen hij op kerstdag 1194 tot koning van Sicilië gekroond werd. Om het keizerschap voor het huis van Hohenstaufen veilig te stellen had Hendrik VI de keurvorsten laten beloven dat ze zijn zoon tot koning van de Duitsers zouden kiezen. Toen Hendrik in september 1197, tijdens een jachtpartij in de buurt van Messina, overleed aan de gevolgen van een koortsaanval, bevond de kleine Frederik zich nog steeds in Midden-Italië onder de bescherming van graaf Koenraad van Spoleto. Het kind werd in grote haast naar zijn moeder aan het hof in Palermo gebracht.
Constance van Sicilië die als dochter van de laatste Noormannenkoning Rogier II Hauteville aanspraak kon maken op de titel koningin van Sicilië, liet haar drie jaar oude zoontje op 17 mei 1198 tot koning kronen terwijl zij zichzelf als regentes aanstelde. In Frederiks naam verbrak zij de banden met het keizerrijk, en deed afstand van de aanspraken op het Duitse koningschap. Zij deed dit om Frederiks kans, koning van Sicilië te blijven, te vergroten. Om dit te realiseren was steun van de paus noodzakelijk. Aangezien de paus niets meer vreesde dan een vereniging van het koninkrijk Sicilië met het Roomse Rijk, was hij hier graag toe bereid. Hendrik VI had zich bijzonder wreed gedragen gedurende de korte periode dat hij koning van Sicilië was. Zijn Duitse raadgevers en avonturiers waren door de bevolking gehaat; Constance stuurde hen naar het vasteland van Italië (ook onderdeel van het koninkrijk Sicilië), alwaar Hendrik hen rijkelijk van lenen had voorzien.
Nog in hetzelfde jaar stierf Constance op 28 november 1198, maar niet voordat zij het bestuur van het koninkrijk had ondergebracht bij een raad van regenten, onder leiding van kanselier Walter van Pagliara, en de nieuwe paus Innocentius III had aangesteld als voogd over haar zoontje.
Tijdens de minderjarigheid van Frederik II raakte zijn koninkrijk in verval. Grote gedeelten van de koninklijke domeinen werden weggegeven, terwijl verschillende groepen elkaar, in steeds wisselende allianties, bevochten. Verschillende verbannen Duitsers zoals Diphold van Vohburg en Markwaard van Annweiler keerden terug naar het eiland, waarbij de laatste de kind-koning zelfs in handen wist te krijgen. Op aandringen van de paus had Wouter van Brienne zich in de strijd gemengd. Wouter was niet van onbesproken gedrag en voordat Frederik meerderjarig werd, vluchtte hij naar Venetië. Hij keerde daarna niet meer in het koninkrijk van Sicilië terug.
Als gevolg van deze onstabiele situatie beval Frederik, toen hij meerderjarig was, een oorkondeschouw. Iedereen die een oorkonde van de koning had, moest deze komen tonen. Alle werden ongeldig verklaard; alleen die, die Frederik nog wenselijk achtte, werden opnieuw aan de eigenaars gegeven. Hiermee werd veel voor de kroon verloren gegaan bezit herwonnen.
Uiteindelijk kreeg paus Innocentius III de situatie enigszins onder controle. Bij het meerderjarig worden van de jonge koning (veertien jaar) arrangeerde deze paus een huwelijk met Constance van Aragón. Zij was de weduwe van koning Emmerik van Hongarije en zij bracht als bruidsschat 500 ridders mee. Deze waren nodig om de greep van Frederik op zijn troon te verstevigen, al mocht dat niet echt baten want eenmaal in Italië stierf een groot gedeelte van de ridders door een epidemie.
Bij het huwelijk was Constance dertig jaar oud en haar jonge bruidegom vijftien. Twee jaar later werd een zoon geboren, Hendrik. Frederik moet echt van haar gehouden hebben, want bij haar begrafenis heeft hij een Byzantijnse kroon in haar sarcofaag geplaatst, die in 1781 werd opgediept. Deze wordt tentoongesteld in de schatkamer van de kathedraal van Palermo.

## Keizerschap

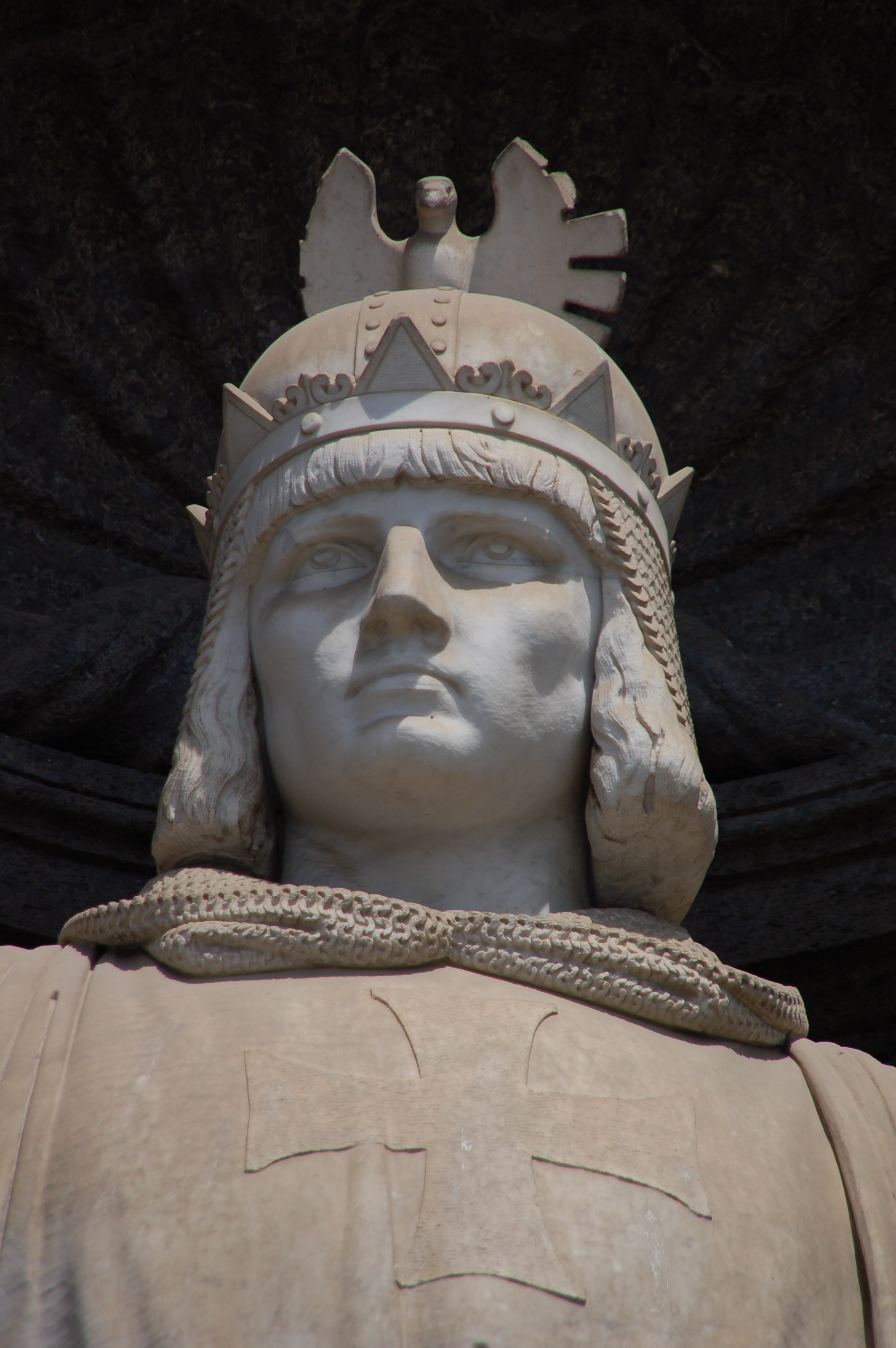
Keizer Frederik II. Standbeeld aan het Palazzo Reale in Napels (17e eeuw)

Na zijn keizerskroning in 1220 kon hij zijn aandacht volledig richten op Sicilië. Hier waren de moslims, wier voorvaderen zich daar al in 827 gevestigd hadden, in opstand gekomen. In de heuvels rond Palermo en Monreale probeerden ze een eigen islamitische staat te stichten. Als koning van Sicilië kon hij deze situatie niet tolereren en in 1222 begon hij aan een grootse veldtocht om op het eiland de orde te herstellen. Hij omsingelde de verblijfplaats van de opstandelingen en dwong hen zich na twee maanden over te geven, waarna hij hun leider Ibn-Abbad in Palermo liet ophangen. Om toekomstige problemen te vermijden liet hij de moslims die zich niet wilden bekeren tot het christendom, overplaatsen naar het vasteland rond de stad Lucera. Dit waren er ten minste 20.000. Paus Honorius III ging ervan uit dat door hun afzondering deze moslims zich snel zouden bekeren. Onder zijn opvolger Gregorius IX bleken deze moslims echter allemaal Italiaans te spreken en nog maar weinig te hebben ingeboet van hun islamitische geloofsovertuiging. Hij reageerde hierop door hen allen te dwingen zich te bekeren. Frederik reageerde hier niet echt op omdat hij van de Moslimenclave van Lucera, militaire en economische voordelen trok. Hierna verdween Lucera uit de pauselijke belangstelling.

### Kruistocht
Bij gelegenheid van zijn kroning (Aken 1215) beloofde hij aan de paus om op kruistocht te gaan, maar de paus stierf in 1216. Paus Honorius III herinnerde hem aan zijn verplichting, maar hij vond dat hij geen autoriteit had zolang hij geen keizer was. In 1220 werd hij tot keizer gekroond en tegen die tijd waren de belangrijkste protagonisten van de Vijfde Kruistocht al thuis. Honorius arrangeerde het huwelijk met de dochter van Jan van Brienne, Yolande. Ze huwden 9 november 1225 in Brindisi. Frederik eiste van zijn schoonvader onmiddellijk het koningschap van Jeruzalem op en zo werd Frederik koning van Jeruzalem, nu had hij geen uitvlucht meer. Jan van Brienne werd een van Frederiks bitterste tegenstanders. Frederik scheepte zich met zijn neef Lodewijk IV van Thüringen in, maar beiden hadden de koorts opgelopen die in de overvolle havens en kampementen van Zuid-Italië was uitgebroken. Lodewijk stierf 11 september en de doodzieke Frederik moest de oversteek uitstellen. De nieuwe paus Gregorius IX had geen geduld en excommuniceerde Frederik op 29 september 1227. Op 23 maart 1228 op Witte Donderdag werd de pauselijke banvloek herhaald en verscherpt. Dit leidde in Rome tot protesten. Op paaszondag werd de paus de basiliek uitgejaagd en door de straten nagezeten. Gregorius moest naar Viterbo vluchten en verbleef daarna twee jaar in Perugia. Op 2 mei stierf Yolande van Brienne op zestienjarige leeftijd in Andria, zes dagen na de geboorte van hun zoon Koenraad. Op 28 juni 1228 vertrok Frederik uiteindelijk op kruistocht. De bedoeling van Frederik was om door middel van compromispolitiek de heilige plaatsen definitief open te stellen voor het Westen. De Zesde Kruistocht werd niet alleen de meest succesvolle, maar ook de enige vreedzame, minst bekende en minst gewaardeerde kruistocht.
Gregorius onthief ondertussen de onderdanen van de Regno en Rijks-Italië van hun trouweed jegens Frederik en hij stuurde een kardinaal naar Duitsland om de verkiezing van een tegenkoning te regelen. Tijdens Frederiks onderhandelingen in Akko en Nabloes, waar al-Kamil verbleef, trok een huurleger van sleutelsoldaten, door de paus betaald van het collectegeld voor de kruistocht, onder leiding van Jan van Brienne de Regno binnen. Voor het eerst bracht de Kerk een eigen leger op de been en men sprak er schande van dat een paus gewapenderhand optrok tegen een christenvorst, die bovendien op kruistocht was en recht had op godsvrede. Het huurlingenleger vluchtte toen Frederik in juni 1229 weer terug in Sicilië kwam.

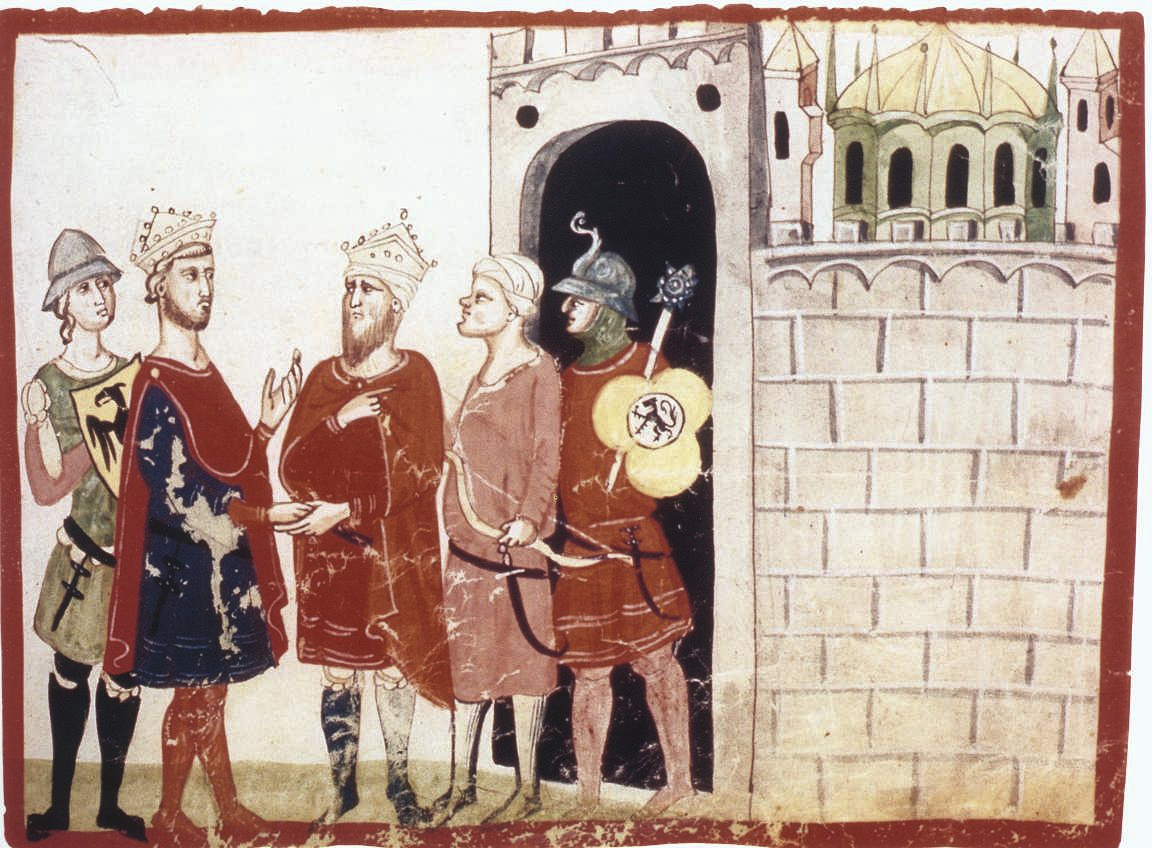
Frederik II met sultan al-Kamil. De keizer sluit met de sultan de Vrede van Jaffa, Chronica, Giovanni Villani, 14e eeuw

In 1229 sloot Frederik in Egypte de tien jaar durende Vrede van Jaffa met sultan Al-Kamil van Egypte. Al-Kamil had Frederik eigenlijk willen gebruiken als machtsmiddel tegen zijn broer al-Mu'azzam, die de sultan van Syrië was. al-Mu'azzam was echter al in 1227 overleden. Toen Frederik in 1228 arriveerde in het Heilig Land, was hij voor al-Kamil eigenlijk niet meer nodig. Maar al-Kamil had zijn woord gegeven en kon de onderhandelingen niet meer afbreken. Door met geweld te dreigen en ondertussen een diplomatiek offensief in te zetten – iets waarin Frederik door zijn intelligentie, opleiding en gevoel voor hoofse cultuur uitblonk – wist hij al-Kamil na ruim vijf maanden onderhandelen uiteindelijk zover te krijgen om de heilige steden en een kuststrook van Israël aan hem te overhandigen. Gerold, de patriarch van Jeruzalem, noemde de teruggave van de Heilige Stad verraad, bedrog, arglistig en bedrieglijk en onzinnig vergrijp. De Johannieters en Tempeliers waren beledigd, omdat ze niet, zoals de Duitse Orde, gekend waren in de onderhandelingen. Volgens verhalen zou Gregorius de brief over de teruggave van Jeruzalem op de grond hebben gegooid en er op hebben gespuugd. 
Frederik bezocht de Grafkerk, de Kerk van de Opstanding, maar ook de Rotskoepel en al-Aqsamoskee. Hij gedroeg zich belangstellend en respectvol ten aanzien van de islam en was precies op de hoogte van islamitische gebruiken. Het Arabisch, dat hij van zijn bediende en leraar Ibn el-Djusi had geleerd, was belangrijker gebleken dan wapens of soldaten. Door deze vrede kregen de christenen een wijde bewegingsvrijheid in Palestina. Omdat Frederik geëxcommuniceerd was, kroonde hij zijn zoon Koenraad op 12 maart 1229 tot koning van Jeruzalem. Terwijl dit gebeurde, haastte aartsbisschop Petrus van Caesarea in opdracht van Gerold, de Patriarch van Jeruzalem, zich naar de stad, gewapend met de opdracht tot interdict van de stad van de hand van paus Gregorius IX. De Frankische vorsten accepteerden Frederik II als regent voor zijn zoon Koenraad, die via zijn moeder van de bloedlijn van de koningen van Jeruzalem was, maar weigerden zijn directe gezag in alles te accepteren. Volgens de tradities van het Koninkrijk Jeruzalem waren er duidelijke grenzen aan wat de koning wel en niet mocht. Als gevolg hiervan kwam Frederik in conflict met een aantal van hen. Dit conflict duurde nog zo'n tien jaar, tot aan de dood van Richard Filangieri, de Italiaanse vertegenwoordiger van Frederik in het koninkrijk.

### Duitse Orde
Frederik had een goede band met Herman van Salza, grootmeester van de Duitse Orde. In 1226 tekende hij met hem de Gouden Bul van Rimini, waarbij Herman de toelating kreeg Kulmerland te veroveren als buffer tegen de Pruisen. Maar eerst moest Frederik zijn verplichting nakomen, een kruistocht. Door het feit dat Frederik geëxcommuniceerd was, wilden de andere ridderorden niet voor hem strijden, dus begeleidde de Duitse Orde, de keizer en koning van Jeruzalem, naar het Heilige Land. Eenmaal van zijn taak gekweten, kreeg Frederik nog onenigheid met de Tempeliers omdat hij de Duitse Orde meer rechten wou geven.  Uiteindelijk verliet hij Akko en keerde terug naar Sicilië, waar hij de bezittingen van de Tempeliers in beslag liet nemen. 
Herman van Salza bemiddelde met de paus en de ridderorde werd met Gouden Bul van Rieti in 1234 onder de bevoegdheid van de Heilige Stoel gesteld. In 1237 werd de Orde van de Zwaardbroeders met de Duitse Orde samengevoegd. Hun doel was de noordelijke landen te kerstenen.

### Italië

Het Heilige Roomse Rijk op zijn grootst, onder Frederik II. Hij regeerde voornamelijk vanuit Sicilië

Toen Frederik van de kruistocht via Cyprus 10 juni 1229 terugkwam in Brindisi werd dat als een wonder gezien, omdat de Kerk overal had laten verkondigen dat de keizer overleden was. Franciscaner monniken hadden vanaf de preekstoel deze tijding verkondigd. De opstandige stad Sora werd in de as gelegd en toen spraken binnen vier dagen 200 steden zich weer uit voor de keizer. Na het betalen van vele duizenden ponden goud keerde paus Gregorius na twee jaar terug naar Rome. 28 augustus 1230 werd na het verdrag van San Germano  op 23 juli na drie jaar de banvloek opgeheven. De paus en de keizer ontmoetten elkaar vier dagen lang in Gregorius' ouderlijk huis in Anagni.
In 1231 werden in het koninkrijk Sicilië de Wetten van Melfi afgekondigd. Het waren 220 wetten in drie boekwerken. In tegenstelling tot het slappere centraal gezag dat Frederik in het Heilige Roomse Rijk bezat, ging hij in Sicilië over tot een verstrakking van het centraal gezag. Hij voerde een verregaande centralisatie in naar Byzantijns model. Petrus van Vinea werd tot grootkanselier aangesteld. Frederik II liet grote en zware gouden munten slaan: de augustalis.

### Duitsland
Zijn zoon Hendrik VII, Duits koning, was aan zijn lot overgelaten. Toen hij zelfstandig beslissingen begon te nemen, kwamen de prinsen in opstand. In mei 1232 moest keizer Frederik de wet statutum in favorem principum (statuut in het voordeel van de prinsen) ondertekenen. Hendrik werd op het matje geroepen, vader en zoon zagen elkaar weer voor het eerst in twaalf jaar. Op 21 juni werd Manfred geboren, de zoon van Frederik en Bianca Lancia. Hij had haar in mei 1226 in Piëmonte ontmoet toen ze vijftien jaar was. Frederik had ook een verhouding met haar zus Selvia. Uit die laatste verhouding werd Selvaggia geboren. Een opstand van Messina werd in mei hard neergeslagen. In 1234 kreeg Frederik van de paus het advies met Isabella Plantagenet, de zuster van de Engelse koning Hendrik III en dochter van Jan Zonder Land te trouwen. Op 5 juli werd Hendrik VII op aandringen van Frederik door de paus geëxcommuniceerd. Hierop liet de Duitse koning zich door slechte adviseurs overhalen een verbond met de Lombardische steden te sluiten, zich onafhankelijk van de keizer te verklaren en in Milaan een verbond te sluiten met Frederiks aartsvijanden. Daarmee tekende Hendrik zijn eigen doodvonnis. Hij werd afgezet en zeven jaar opgesloten en kwam op tragische wijze, door een val, in 1242 om het leven.

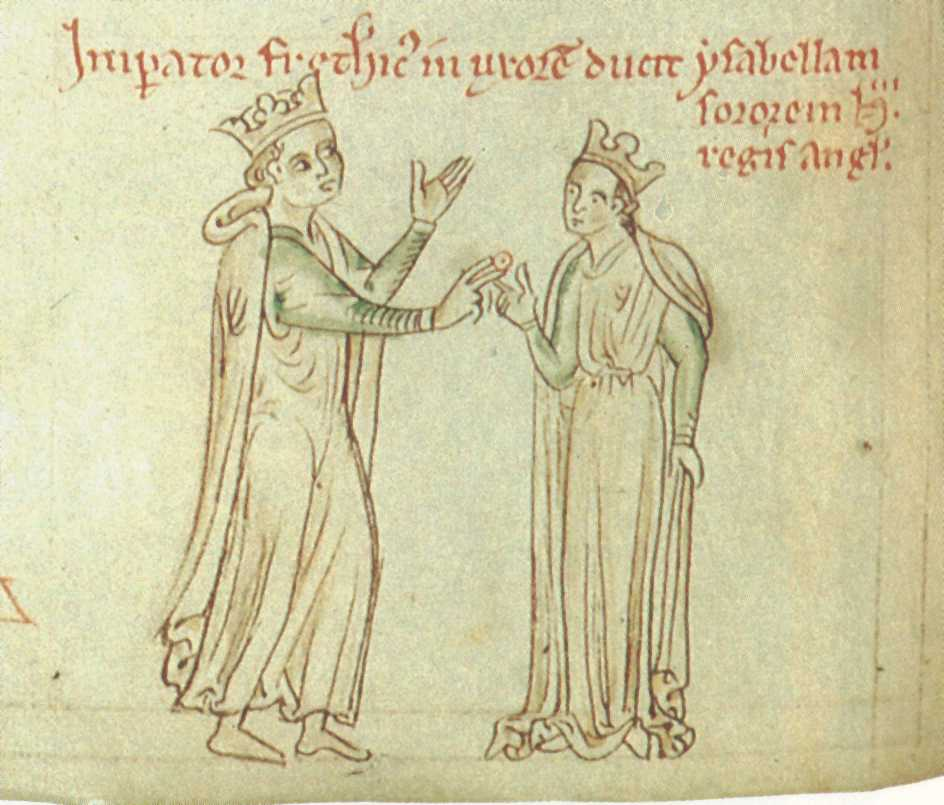
Het huwelijk van keizer Frederik II en Isabella

### Worms
Petrus van Vinea vroeg in 1235 in Londen namens de keizer om de hand van de eenentwintigjarige prinses Isabella. Een gezantschap met aartsbisschop van Keulen en hertog Hendrik II van Brabant haalde haar in april op. Frederik reisde naar Duitsland en regelde in Regensburg de verloving van zijn zoon Koenraad met Elisabeth, de dochter van Otto II van Beieren van het huis Wittelsbach. In de keizerpalts Wimpfen liet Frederik zijn zoon Hendrik VII in de kerker werpen. Daarna werd Hendrik meegevoerd naar Worms om te worden berecht. Hendrik werd veroordeeld en afgezet en anderhalve week later werd in dezelfde Dom van Worms op 15 juli 1235 het huwelijk gevierd tussen Frederik en Isabella. Zij was nota bene tien jaar eerder voor Hendrik bestemd geweest.

### Mainz
Op 15 augustus 1235 was de hofdag in Mainz. Met alle belangrijke Duitse vorsten werd de overwinning op de afvallige Hendrik VII gevierd. Er werd met Welfische tegenstanders vrede gesloten. Otto het Kind, neef van wijlen keizer Otto IV, werd de eerste hertog van het nieuwe hertogdom Brunswijk. De Landvrede van Mainz werd schriftelijk bevestigd, de eerste Duitse wet, die ook in de volkstaal uitgegeven werd. In de 29 artikelen werden de Duitse rechtsverhoudingen vastgelegd.

### Marburg
Op 1 mei 1236 woonde Frederik in de nieuwe Elisabethskerk in Marburg de bijzetting bij van zijn heilig verklaarde verwante Elisabeth van Thüringen, de weduwe van zijn neef Lodewijk IV van Thüringen. Zij was na de dood van haar man, geknakt door ziekte en verwaarlozing en afgebeuld door de duivelse Konrad von Marburg (de gevreesde inquisiteur), op 24-jarige leeftijd overleden. Frederik leidde de plechtigheden, blootsvoets en in cisterciënzer pij, schonk haar zijn eigen gouden drinkbeker en kroonde de overledene met een gouden kroon.

### Lombardische Liga
In juni 1236 verzamelde de keizer een groot leger van 15.000 man bij het Lechfeld. Met een voorhoede van duizend ridders en tweeduizend man voetvolk trok hij naar Verona. Op 1 november bereikte hij de stad en dezelfde dag nam hij Vicenza in en verwoestte de stad. Vier dagen later gaf Ferrara zich over.
Isabella beviel van een dochter, Margaretha. Koenraad IV werd in Wenen tot rooms-koning en toekomstig keizer gekozen.
De vorm van bestuur die Frederik in Sicilië inrichtte, wilde hij ook opleggen aan Noord-Italië, eerst met woorden, daarna gewapenderhand. In 1237 overwon hij in zijn tweede veldtocht met een groot leger (10-15.000 man) de Lombardische Liga (10.000 man) in de slag bij Cortenuova op 27 november. Frederik maakte daarbij de Milanese carroccio of vaanwagen buit. Er kwamen onderhandelingen, maar Frederik wees het aanbod van Milaan in zijn overwinningsroes van de hand. Zijn onverbiddelijkheid zou een desastreuze vergissing blijken en de Milanezen staakten de onderhandelingen. Daarop belegerde Frederik Brescia, op Milaan na de belangrijkste stad van de Lombardische Bond, maar hij wist de stad niet in te nemen. In oktober huwde hij zijn zoon Enzio uit en benoemde hem tot koning van Sardinië. In 1239 probeerde Frederik de kardinalen tegen de paus op te zetten en voor deze daad werd hij 20 maart 1239 voor de tweede maal geëxcommuniceerd door paus Gregorius IX. Diezelfde dag stierf Herman van Salza en de onderhandelingen tussen keizer en paus werden definitief afgebroken.

### Paus Gregorius IX

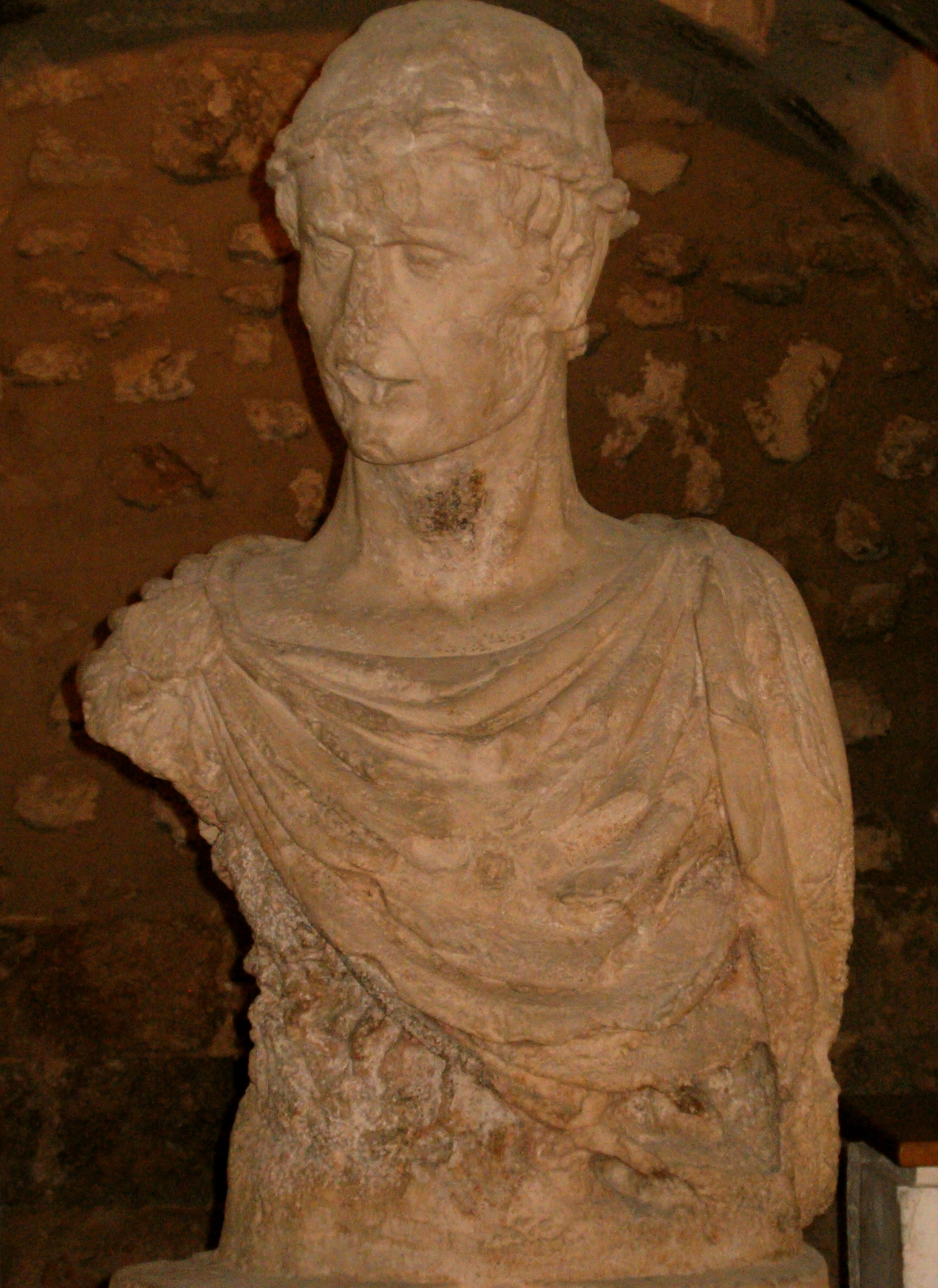
Eigentijdse buste van Frederik II in Barletta

Gregorius IX noemde Frederik onder meer de voorloper van de antichrist en verrader van het christendom. In het door Petrus van Vinea geschreven verweerschrift noemde de keizer de paus vorst van de duisternis, de antichrist, de hoer van Babylon, een valse stadhouder van Christus, een valse profeet, een vijand van de vrede en aan de vorsten van Europa schreef hij dat de paus een farizeeër, volger van een dwaalleer was. De Kerk zou zich volgens de keizer moeten hervormen tot Kerk van de armen. Toch zag de keizer het nog als een conflict met de paus en niet met de Kerk als instituut. Dat veranderde toen hij in juli 1245 van zijn afzetting hoorde.
Hij voerde niet alleen de politieke druk op in Noord-Italië, maar ook tegen de Kerkelijke Staat.
Frederik ging verder met het innemen van steden: Città di Castello, Gubbio, Foligno, Nocera, Arezzo (1240). Frederik gaf 29 januari 1240 opdracht tot de bouw van Castel del Monte. Orvieto, Montefiascone, Orte volgen.  Hetzelfde jaar gaf Viterbo zich over en Frederik bouwde er een kasteel. Tarquinia, Civita Castellana. Perugia bleek onneembaar en bleef pauselijk bezit. De weg naar Rome lag open. De paus wist met een dramatische processie het volk voor zich te winnen en Frederik trok de stad voorbij. Na de grote hofdag in Foggia werd Faenza belegerd en na acht maanden ingenomen. De inwoners werden gespaard. De paus riep op tot een concilie in Rome op Pasen 1241 en zocht een plaatsvervanger voor Frederik als keizer. 
Op 9 april 1241 werden de verenigde legers van de Duitse Orde, Duitse Tempeliers, Polen, Oostenrijk en Silezië bij Liegnitz door de Mongolen verpletterend verslagen. De paus verzette zich tegen Frederiks oproep tot verenigd verzet, omdat hij Frederik gevaarlijker vond dan de Mongolen. Alleen omdat Groot Khan Ogodei 11 december 1241 overleed, werd het westen niet door de Mongolen onder de voet gelopen.
Op 3 mei 1241 was er de zeeslag bij Giglio, waarbij de pauselijke vloot van 27 schepen tussen de eilanden Isola del Giglio en Montecristo overvallen werd door de Siciliaanse vloot. Onder de meer dan 4000 gevangenen die in Pisa door koning Enzio werden opgewacht, zaten 400 prelaten en leden van de curie. Frederik omsingelde, na een mislukte vredespoging, Rome, waar paus Gregorius IX 22 augustus 1241 door de moordende zomerhitte overleed, rond de 75 jaar oud. Omdat Frederik zei verder met de Kerk geen conflict te hebben, wachtte hij verder af en trok zich terug in het koninkrijk Sicilië.

### Paus Innocentius IV
Celestinus IV regeerde 17 dagen en pas na twee jaar werd de Genuees Sinibald Fiesco paus Innocentius IV. Intussen waren Frederiks echtgenote Isabella van Engeland (1 december 1241) en zoon Hendrik VII (10 februari 1242) gestorven. De nieuwe paus bleek ook niet naar vrede te verlangen, maar slechts uit te zijn op absolute alleenheerschappij van de Kerk. 
Viterbo kwam in opstand en nam het keizerlijke garnizoen gevangen. In 1243 viel hij de stad Viterbo aan die werd verdedigd door de pauselijke legaat Raniero Capocci. Een beleg werd opgeheven en er werd onderhandeld over het opheffen van de banvloek. De excommunicatie werd 31 maart 1244 opgeheven. De dag er op eiste de paus extra voorwaarden en de keizer willigde ook die in. Er zou in Narni een ontmoeting komen, maar de paus vluchtte, verkleed als soldaat, 's nachts, vanuit Sutri naar Civitavecchia, de havenstad van Rome. Na drie maanden in Genua te zijn hersteld van dysenterie trok Innocentius IV naar Lyon.
Op 7 juli 1244 kwam er een einde aan het tienjarige verdrag dat Frederik met de inmiddels overleden sultan Al-Kamil had gesloten en werd Jeruzalem weer door de moslims ingenomen.
In december trouwde Frederiks dochter Constance met de Byzantijnse keizer in ballingschap, Johannes III Doukas Vatatzes. Op 13 april 1245 werd de banvloek uitgebreid naar Frederiks zonen Enzio en Manfred.

### Afzetting
De nieuwe paus Innocentius IV was naar Frankrijk gevlucht. Op 28 juni 1245 begon het Concilie van Lyon en 17 juli werd Frederik voor afgezet verklaard. Toen hekelde Frederik naast de paus ook de Kerk als instituut: de hebzucht, huichelarij en corruptie. Hij eiste hervormingen, drie eeuwen voor Maarten Luther. De paus riep op tot een kruistocht tegen de afgezette keizer en zijn zoon Koenraad en beraamde zelfs op Frederik een moordaanslag! Zijn persoonlijke betrokkenheid bij het plan is nooit betwist. Frederik ontkwam in het voorjaar van 1246 aan de moordaanslag, die het startsein vormde voor een wijdvertakte samenzwering om de Staufische heerschappij weg te vagen. Het brein erachter was Bernardo Rossi, de zwager van de paus. Kardinaal Reinier van Viterbo zou met een pauselijk leger Rijks-Italië binnenvallen en in Duitsland moest Hendrik Raspe (vechtersbaas) de vorsten overhalen hem tot opvolger te kiezen. Net op tijd werd Frederik gewaarschuwd door zijn schoonzoon, graaf Richard van Caserta en in geheimtaal werden hem bijna tweehonderd namen van samenzweerders genoemd, waaronder de oudste en meest vooraanstaande families van het zuiden. Frederik nam verschrikkelijk wraak.
Een tegenkoning werd 22 mei 1246, na een haatcampagne van franciscanen en dominicanen, door enkele vorsten verkozen in het Rooms-Duitse Rijk, Hendrik Raspe IV. Vanwege de pauselijke opdracht en kerkelijke steun van de aartsbisschoppen van Keulen en Mainz werd Hendrik wel de papenkoning genoemd. Verschillende steden bleven Frederiks zoon, Koenraad IV, trouw. Hendrik Raspe bracht Koenraad een nederlaag toe bij Frankfurt, omdat de paus twee Zwabische legerleiders had omgekocht. Een jaar later, in 1247, stierf Hendrik Raspe op de Wartburg, door een onfortuinlijke val van zijn paard. Willem II van Holland werd vier weken later de nieuwe tegenkoning, omdat geen enkele Duitse vorst het tegen de Staufers op wilde nemen. Pas na Koenraads overlijden in 1254, wilden Duitse vorsten Willems koningschap steunen.
Het laatste wapenfeit van Frederik was de roemloze Slag bij Parma (1248). Parma was door de pauselijken ingenomen en Frederik omsingelde de belegerde stad met een nieuwe stad, 'Victoria'. Maar deze stad werd overvallen en verwoest en de keizer raakte zijn gehele mobiele bezit kwijt, waaronder de complete staatsschat, de keizertroon van Otto de Grote, waardevolle boeken en het sierexemplaar van zijn eigen Valkenboek. Meer steden durfden zich nu van hun keizer af te keren.  
Frederiks kanselier en opperrechter Petrus van Vinea werd verdacht van ambtsmisbruik en corruptie en Frederik liet hem in maart  gevangennemen en de ogen uitbranden, zonder bekentenis of proces. In de kerker van San Miniato pleegde Frederiks vertrouweling in april 1249 zelfmoord, door blindelings tegen een zuil te rennen. 
Frederik ontkwam in maart 1249 aan een tweede moordaanslag, ditmaal was zijn lijfarts Tibald Smergeho, die ook Petrus' lijfarts was geweest, door kardinaal Gregorius van Montelongo aangezet om de keizer te vergiftigen. Frederiks lijfbediende Occursio stootte de gifbeker op tijd op de grond. De arts werd na martelingen opgehangen.
Frederiks zoon Enzio werd 26 mei 1249 gevangen gezet in Bologna en zou er tot zijn dood in 1272 blijven. In de zomer werd in Castel del Monte het huwelijk gevierd van Frederiks dochter Violante en graaf Richard van Caserta. Begin 1250 onderwierpen Spoleto en Romagna zich en werden Ravenna en Faenza heroverd.

### Overlijden

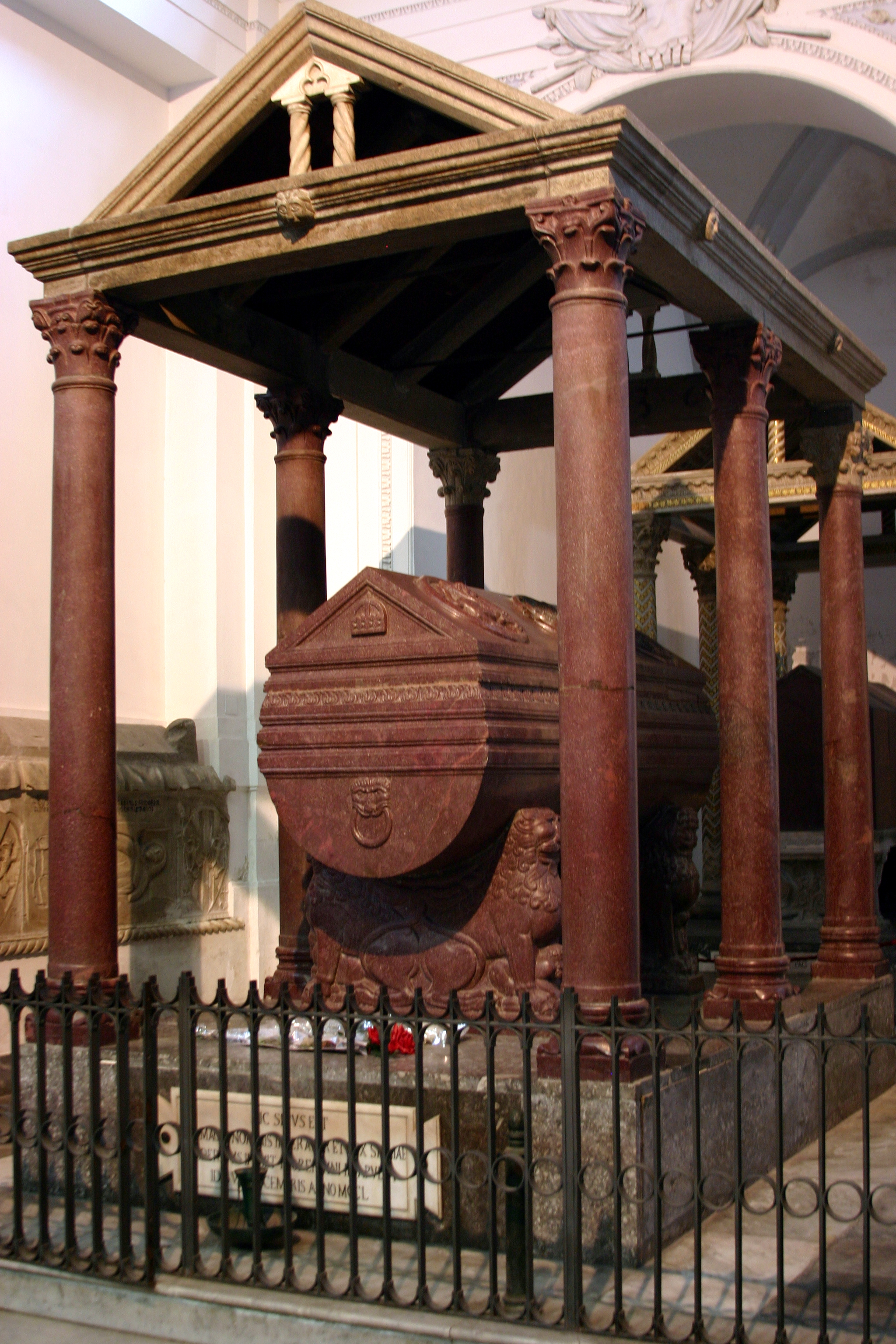
Sarcofaag van Frederik II in de kathedraal van Palermo

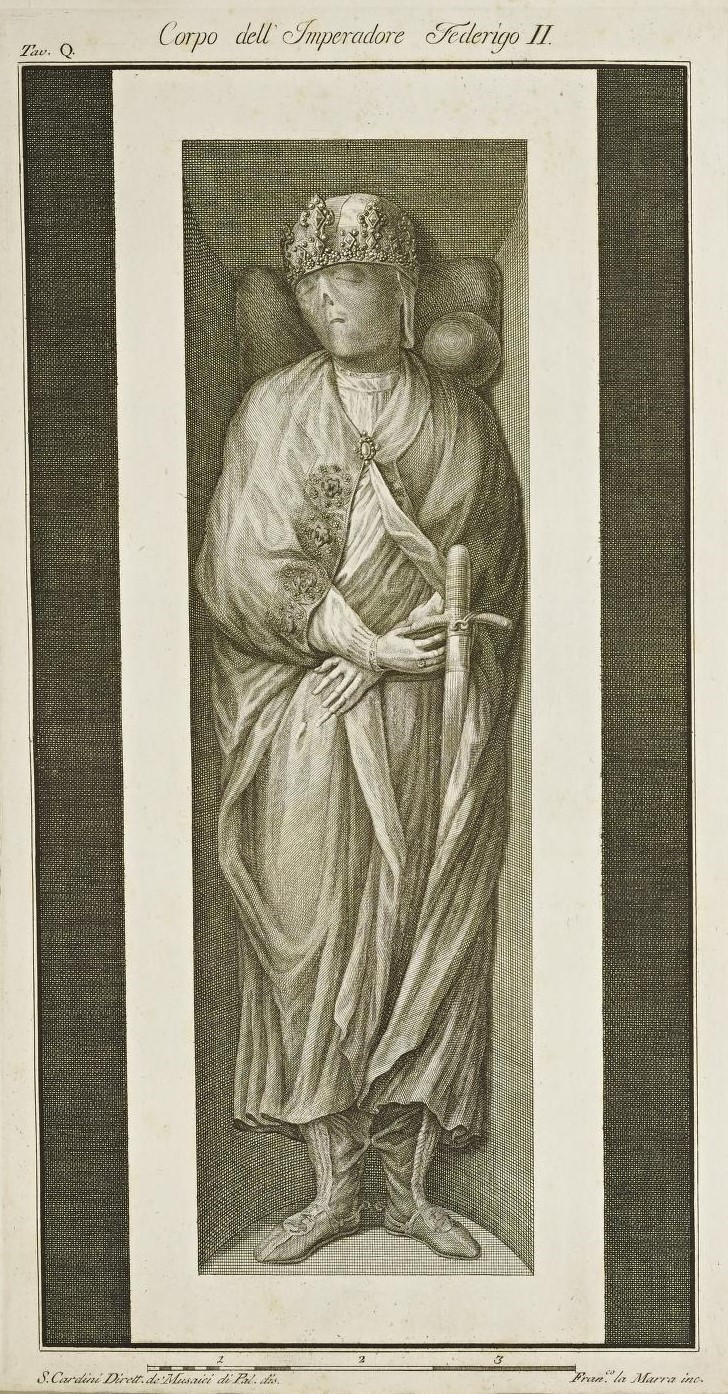
Het gemummificeerde lichaam van Frederik II
(1784), gravure uit I regali sepolcri del Duomo di Palermo, Francesco Danieli

Tijdens een valkenjacht werd Frederik overvallen door een zware aanval van dysenterie en maagkrampen. Hij werd naar het jachtslot Castel Fiorentino gebracht in de Capitanata. De magiër Michael Scot had hem voorspeld dat hij zou sterven vóór een ijzeren wand, zodra hij was aangekomen in een stad met de naam van de bloem (sub fiore). Frederik werd op een bed gelegd in een zaal met een vers gemetselde muur, met er achter een deur met ijzeren deurpanelen. De keizer zou toen gezegd hebben: dit is de plaats van mijn einde, die voor mij bestemd is. De wil des Heren geschiede. In de vroege uren van vrijdag 13 december verslechterde zijn toestand en zijn trouwe vriend, aartsbisschop Berard van Castacca, nam hem de biecht af en verleende hem de absolutie.
Frederik stierf op 13 december 1250, op 55-jarige leeftijd, in Castel Fiorentino, Apulië, Italië. Zijn lichaam werd met een schip met zwarte zeilen van Tarente overgebracht naar Messina en vandaar naar Palermo. Zijn grafmonument bevindt zich in de kathedraal van Palermo, bij zijn grootvader Rogier II, zijn ouders en zijn eerste vrouw, Constance van Aragon. Boven zijn sarcofaag van rode porfier staan drie versregels in het Latijn: Als redelijke zin, als vernuft, verstand en deugdzaamheid, de dood tegen konden houden, dan zou Frederik niet gestorven zijn, die hier in vrede rust.

### Opvolging
Frederiks vier wettige zonen konden niet voorkomen dat er, in minder dan twintig jaar na Frederiks dood, een einde aan de dynastie van de Hohenstaufen kwam:
Frederiks' oudste zoon Hendrik VII werd reeds op elfjarige leeftijd tot koning van Duitsland gekroond. Pas in 1228 kon hij zelfstandig regeren. Frederik die voornamelijk in Italië vertoefde, was niet ingenomen met het beleid van zijn zoon en in 1235 zette hij hem af en liet hem opsluiten. 
Daarna benoemde hij zijn andere zoon Koenraad IV tot Duits koning. In 1245 zette de paus niet alleen Frederik af, maar ook Koenraad.
Na de dood van Frederik probeerde Koenraad, Willem II van Holland te verdrijven, met wisselend succes. Koenraad stierf in 1254 aan malaria, toen hij onderweg was van Duitsland naar Sicilië om zijn erfdeel in bezit te nemen.
Na de dood van zijn halfbroer Koenraad, werd Manfred koning van Sicilië. Hij sneuvelde in 1266 bij Benevento op het slagveld. Zijn drie zonen stierven kinderloos (ze waren gecastreerd en hun ogen ogen waren uitgebrand), na jarenlang te zijn gevangen gehouden door Karel van Anjou, de broer van de Franse koning Lodewijk IX,  waaronder 12000 dagen, geketend aan de muren van het door hun grootvader gebouwde Castel del Monte.  
Zuid-Italië ging over naar Frederiks kleinzoon Konradijn, de zoon van Koenraad, die in Duitsland was opgegroeid. Na de dood van Manfred ondernam Konradijn in 1268 een veldtocht naar Sicilië om zijn erfgoed op te eisen. Hij werd verraden en aan de nieuwe koning van Sicilië, Karel van Anjou, verkocht. Karel van Anjou liet de zestienjarige Konradijn in Napels onthoofden. Dit was nog nooit eerder gebeurd met een in de strijd gevangengenomen koning.
In Duitsland begon het Groot Interregnum.

### Beoordeling
Hij was in zijn eigen tijd bekend als Stupor Mundi (verbazing der wereld) en sprak zes talen: Latijn, Siciliaans, Duits, Frans, Grieks en Arabisch. Hij was geïnteresseerd in filosofie en wetenschap, en onderhield een correspondentie met de Egyptische sultan al-Kamil en met de Egyptische edelman Fakr ad-Din. Deze laatste had hij zelfs een keizerlijk banier geschonken; Fakr had deze beeltenis op zijn eigen banier laten plaatsen, als eerbewijs voor de keizer. Frederik wist met zijn kruistocht op vreedzame wijze resultaat te behalen, de bevrijding van Jeruzalem, door zijn goede contact met sultan Al-Kamil. Met zijn progressieve Wetten van Melfi maakte hij van het koninkrijk Sicilië een modelstaat met een hoogopgeleid ambtenarenapparaat, beschermde hij zwakkeren en minderheden en verzwakte hij de invloed van de Kerk. Frederik vernederde publiekelijk zijn eigen zoon Hendrik VII, de Duitse rooms-koning, ten overstaan van diens rijksvorsten, zette hem af en hield hem gevangen tot diens tragische dood. Na de overwinning op Milaan, overspeelde hij zijn hand en maakte hij een grote vergissing door het aanbod van Milaan in zijn overwinningsroes en onverbiddelijkheid af te slaan. Op het eind van zijn leven heeft Frederik een standaardwerk over de valkenjacht geschreven: De Arte Venandi cum Avibus (Over de kunst van het jagen met vogels).
Frederik II van Hohenstaufen wordt vooral herinnerd als promotor van kunsten en wetenschappen. Hij stond voor de culturele dialoog (latijns, byzantijns, islamitisch, joods), tolerantie van verschillende godsdiensten en diepgaand, wetenschappelijk onderzoek en was zo een wegbereider van de Renaissance.

## Huwelijken en nakomelingen

### Legitiem
- Voor de eerste keer trouwde hij te Messina op 15 augustus 1209 met Constance van Aragón (1179-1222), dochter van koning Alfons II van Aragón. Uit dit huwelijk werd één kind geboren:
  - Hendrik (1211–1242), Duits koning en hertog van Zwaben
- Voor de tweede maal huwde hij op 9 november 1225 te Brindisi met koningin Yolande van Jeruzalem (1212–1228), dochter van koning Jan van Jeruzalem. Uit dit huwelijk sproten twee kinderen:
  - Margaretha (november 1226 – augustus 1227)
  - Koenraad (1228–1254), Rooms-koning, koning van Jeruzalem en Sicilië
- Frederik had een relatie met Bianca Lancia (ca. 1210 – ca. 1250),[5] een Ghibellijnse, die waarschijnlijk zo rond 1225 begon. Volgens sommige bronnen, waaronder de paters Matthew Paris en Salimbene de Adam huwden zij in articulo mortis (op haar sterfbed in 1250). Door de Kerk werd dit huwelijk niet erkend, omdat hij destijds geëxcommuniceerd was en dus geen sacramenten mocht ontvangen.[6] Niettemin werden Bianca’s kinderen door Frederik als legitiem beschouwd, getuige het huwelijk van zijn dochter Constance met de keizer van Nicea en zijn eigen testament, waarin hij zijn zoon Manfred als regent van Sicilië aanwijst. Zij hadden samen in ieder geval drie kinderen:
  - Constance (Anna) (1230–1307); ∞ (1244) Johannes III Doukas Vatatzes, keizer van Byzantium in Nicea
  - Manfred (1232–1266), regent en later koning van Sicilië
  - Violante (1233–1264); ∞ Riccardo Sanseverino, graaf van Caserta
- Voor de derde maal huwde hij op 15 juli 1235 in Worms met Isabella van Engeland (1214–1241), dochter van koning Jan zonder Land. Uit dit huwelijk werden vier kinderen geboren:
  - Jordanus (° en † 1236)
  - Agnes (° en † 1237)
  - Hendrik ([8 januari 1238 – mei 1254)
  - Margaretha (1241–1270); ∞ markgraaf Albrecht II van Meißen, landgraaf van Thüringen (1240–1314)

### Onwettig
- Bij een onbekende Siciliaanse gravin:
  - Frederik van Pettorana, vluchtte in 1238/40 met zijn vrouw en kinderen naar Spanje
- Adelheid van Urslingen (ca. 1184 – ca. 1222?), zij was waarschijnlijk een dochter van Koenraad I van Urslingen, hertog van Spoleto
  - Enzio (1215–1272), koning van Sardinië
- Bij een onbekende dame uit de familie van de hertogen van Spoleto. Volgens sommige bronnen was zij een volle zuster van Enzio en dus eveneens een dochter van Adelheid van Urslingen.
  - Catharina (1216/18–1271; ∞ I NN; II Giacomo del Carretto, markgraaf van Noli en Finale
- Bij Matilda of Maria van Antiochië, mogelijk een (buitenechtelijke) dochter van Bohemund III van Antiochië
  - Frederik (1221 – Foggia 1256)
- Manna, een zuster van de aartsbisschop van Messina
  - Richard (1225 – Fossalta 26 mei 1249)
- Bij Richina van Beilstein-Wolfsöden (ca. 1205–1236)
  - Margaretha (1230–1298); ∞ Thomas van Aquino, graaf van Acerra
- Bij Selvia Lancia, de dochter van markgraaf Manfred II Lancia en zuster van Bianca Lancia
  - Selvaggia (1223–1244); ∞ Ezzelino III da Romano, podestà van Verona
- Onbekende maîtresses:
  - Blanchefleur (1226–1279), dominicaner non in Montargis
  - Gerard († na 1255)

## Voorouders
| Voorouders van keizer Frederik II (1194-1250) | Voorouders van keizer Frederik II (1194-1250)                                            | Voorouders van keizer Frederik II (1194-1250)                                            | Voorouders van keizer Frederik II (1194-1250)                                            | Voorouders van keizer Frederik II (1194-1250)                                            | Voorouders van keizer Frederik II (1194-1250)                           | Voorouders van keizer Frederik II (1194-1250)                           | Voorouders van keizer Frederik II (1194-1250)                           | Voorouders van keizer Frederik II (1194-1250)                           |
| --------------------------------------------- | ---------------------------------------------------------------------------------------- | ---------------------------------------------------------------------------------------- | ---------------------------------------------------------------------------------------- | ---------------------------------------------------------------------------------------- | ----------------------------------------------------------------------- | ----------------------------------------------------------------------- | ----------------------------------------------------------------------- | ----------------------------------------------------------------------- |
| Overgrootouders                               | Frederik II van Zwaben (1090-1147) ∞ Judith van Beieren (1100-1130)                      | Frederik II van Zwaben (1090-1147) ∞ Judith van Beieren (1100-1130)                      | Reinoud III van Bourgondië (1093-1148) ∞ 1130 Agatha van Lotharingen (1120-1147)         | Reinoud III van Bourgondië (1093-1148) ∞ 1130 Agatha van Lotharingen (1120-1147)         | Rogier I van Sicilië (1031-1101) ∞ Adelheid del Vasto (ca. 1075-1118)   | Rogier I van Sicilië (1031-1101) ∞ Adelheid del Vasto (ca. 1075-1118)   | Ithier van Rethel ( -1171) ∞ Beatrix van Namen (1115-1160)              | Ithier van Rethel ( -1171) ∞ Beatrix van Namen (1115-1160)              |
| Grootouders                                   | Keizer Frederik I Barbarossa (1122-1190) ∞ 1156 Beatrix I van Bourgondië (ca. 1140-1184) | Keizer Frederik I Barbarossa (1122-1190) ∞ 1156 Beatrix I van Bourgondië (ca. 1140-1184) | Keizer Frederik I Barbarossa (1122-1190) ∞ 1156 Beatrix I van Bourgondië (ca. 1140-1184) | Keizer Frederik I Barbarossa (1122-1190) ∞ 1156 Beatrix I van Bourgondië (ca. 1140-1184) | Rogier II van Sicilië (1095-1154) ∞ 1130 Beatrix van Rethel (1130-1185) | Rogier II van Sicilië (1095-1154) ∞ 1130 Beatrix van Rethel (1130-1185) | Rogier II van Sicilië (1095-1154) ∞ 1130 Beatrix van Rethel (1130-1185) | Rogier II van Sicilië (1095-1154) ∞ 1130 Beatrix van Rethel (1130-1185) |
| Ouders                                        | Keizer Hendrik VI (1165-1197) ∞ Constance van Sicilië (1154-1198)                        | Keizer Hendrik VI (1165-1197) ∞ Constance van Sicilië (1154-1198)                        | Keizer Hendrik VI (1165-1197) ∞ Constance van Sicilië (1154-1198)                        | Keizer Hendrik VI (1165-1197) ∞ Constance van Sicilië (1154-1198)                        | Keizer Hendrik VI (1165-1197) ∞ Constance van Sicilië (1154-1198)       | Keizer Hendrik VI (1165-1197) ∞ Constance van Sicilië (1154-1198)       | Keizer Hendrik VI (1165-1197) ∞ Constance van Sicilië (1154-1198)       | Keizer Hendrik VI (1165-1197) ∞ Constance van Sicilië (1154-1198)       |